# Spilomicrus lusitanicus
Spilomicrus lusitanicus é uma espécie de insetos himenópteros, mais especificamente de vespas pertencente à família Diapriidae.
A autoridade científica da espécie é Kieffer, tendo sido descrita no ano de 1910.
Trata-se de uma espécie presente no território português.